# Baco (chanteur)
Pour les articles homonymes, voir Baco.
Baco, de son vrai nom Baco Mourchid, est un chanteur français d'origines mahoraise et malgache, né le 1er janvier 1966 à Bandrélé sur l'île de Mayotte.

## Biographie
Baco est né à Bandrélé, Mayotte, d'un père mahorais vendeur de cordes et d'une mère malgache. Le chanteur grandit sur son île natale jusqu'à l'âge de treize ans puis il décide de partir à Ngazidja (Grande Comores) et d'abandonner sa scolarité après le décès de son père.
Baco est emprisonné à l'âge de 15 ans en Tanzanie pour être entré clandestinement sur le pays depuis les Comores. Selon l'artiste, il cherchait à rejoindre la France à pied.
Baco produit et mixe lui-même ses albums ; l'artiste a suivi une formation d'ingénieur du son à l'Opéra de Paris.

## Inspiration et thématique
À ses débuts, Baco s'inspire principalement de Bob Marley.
L'artiste évoque souvent les thèmes suivants : la culture, la musique, dieu (Allah ou Jah), les traditions, l'identité mahoraise ou la guerre, qu'il chante dans différentes langues : mahoraise, malgache, française, anglaise.
Il a collaboré avec divers artistes, dont M'Toro Chamou et Manjul.

## Discographie

### Albums
- Maore, 1991 (cassette audio)
- Leo, 1992 (cassette audio)
- Freedom, 1994
- Mashaka, 1996
- Kara Lala, 1998
- Best Of , 2000
- Questions, 2001, label Africolor/Cobalt
- Hadidja, 2003, avec Hiriz Band
- Martyr's Blues, 2003, en collaboration avec Manjul
- Kinky Station, 2010
- Rocking My Roots, 2020[4].